# متلازمة فشل عملية الظهر
متلازمة فشل عملية الظهر (بالإنجليزية: Failed back syndrome)‏أو «متلازمة ألم ما بعد عملية الظهر» هي مغبات فشل عملية الظهر، أي بعد خضوع المريض لعملية جراحية في العمود الفقري القطني فيصاحب فشلَها أعراضُ ألم مزمن.

## التسمية
تعد التسمية غير دقيقة علمياً وذلك لان أسباب الآلام بعد عمليات الظهر كثيرة وليس بالضرورة فشلها

## الأسباب
السبب الرئيسي هو فشل العمل الجراحي، ولكن هناك أمور أخرى تسبب الألم منها فتق غضروفي متكرر أو مترسب من الماضي، أنسجة ميتة بعد الجراحة أوالتهاب مزمن في المفاصل الوجهية والعجزية الحرقفية. وتساهم عوامل أخرى في الألم تشمل اضطرابات جهازية مثل أمراض الأوعية الدموية، وأمراض المناعة الذاتية، ومرض السكري والتدخين. زيادة الخشونة في مفاصل اسفل الظهر أو ضعف عضلات الظهر أو تكوين الألياف محل العملية مما يسبب ضغط على العصب مرة أخرى، واختيار المناسب من المرضى لإجراء عملية جراحية، والأنشطة المختلفة وذلك لمنع التوصل إلى حل واحد وقائية أو علاجية. فوق الجافية التليف هو واحد من أسباب هذه المتلازمة، ولذا حاولنا ايجاد سبل لمنع حدوثه. فوق الجافية التليف هو نتيجة متوقعة للشفاء من أي تدخل من أن غزو قناة الحبل الشوكي. وهذا يمكن ندبا في العضلات والأنسجة الدهنية ينتشر إلى القناة الشوكية المجاورة والتي تعلق على جذور الجافية والأعصاب، ويسبب أعراض مثل الألم المتكررة، والتي يمكن أن تؤدي إلى فشل عملية جراحية في العمود الفقري. علاوة على ذلك، إن الإتصاقات فوق الجافية تجعل من إعادة العملية في نفس المنطقة صعب من الناحية الفنية وتزيد من خطورة الإصابة في جذور الاعصاب وتمزقات قد تسبب الإصابة بالناسور السائل النخاعي السحائي.
وايضا يوجد اسباب أخرى للإصابة بهذه المتلازمة منها العضلات الزائدة أو إصابات في البطن التي تنتج عن آلام الظهر. ولكن قد يكون السبب أيضا في العمود الفقري، القرص الفقري، أو إصابات في الحبل الشوكي نفسه أو جذوره. هذه هي الحالات التي يمكن أن تساعد جراحة المخ والأعصاب.

## التشخيص
الشيء الأكثر أهمية في آلام الظهر هي الفحص السريري السليم لتوجيهنا نحو التشخيص. وتتنوع خيارات العلاج، اعتمادا على مصدر الألم. حتى في المرضى الذين يعانون صعوبة، هناك دائما فرصة للنظر في تقييم الاحتمالات المختلفة.

## العلاج
إن تقنيات المعالجة أصبحت أقل عدوانية. وتشمل أحدث chemonucleolysis ، المجهرية، والقرص القرص بالمنظار. شرح طبي وافي لمتلازمة فشل العملية جراحية
ومن هذه الطرق:
-حقن الستيرويد لفوق الجافية.
-سد التغذية العصبية للمفصل الوجهي
-إزالة التعصيب بالعلاج بالموجات اللاسلكية
-سد التغذية العصبية عن المفصل العجزي الحرقفي
-إزالة التعصيب عن المفصل العجزي الحرقفي بالعلاج بالترددات الراديوية
-سد جذر العصب
-علاج جذر العصب بالموجات اللاسلكية النابضة
-حقن توكسين البوتولينوم مجاورا للفقرة (البوتوكس)
-أخصائي العلاج الطبيعي لتقويم العظام
-برامج التدريبات المنزلية
وينطوي العلاج ايضاًعلى حقن chemonucleolysis ضمن مضمون القرص (كيموبابائين) لتدميره. على الرغم من انها لا يمكن ان تتم تحت تخدير موضعي، وحقن كيموبابائين أمر مؤلم جدا، لذلك يفضل وجود طبيب التخدير الذي سيقوم بإدارة المسكنات المناسبة تحت رقابة صارمة من العلامات الحيوية.
يتم حقن حقن غاز الأوزون هو داخل القرص الفقري التالفة والعضلات المحيطة بها، مما يساعد على مسح التهاب جذر العصب، وبالتالي عدم الراحة للمريض. انها ليست فعالة دائما، ولكن عندما يتجنب الحاجة إلى علاجات أخرى أكثر عدوانية.
مجهرية تتضمن إزالة القرص معطوب باستخدام المجهر تعمل من خلال شق صغير من حوالي 1.8mm في الطول.
تتم إزالة القرص بالمنظار باستخدام واحد أو اثنين أنابيب رقيقة متصلة كاميرا فيديو وعدة قنوات تعمل على تقديم الأدوات اللازمة.
بعد أوصت chemonucleolysis (وإن لم يكن ضروريا تماما) لتبقى مسجلا 24 ساعة، وحول ردود الفعل المحتملة للدواء. بعد الجراحة المجهرية أو التنظير تلقي القرص التصريف عادة في غضون 24 ساعة.
MY آلام أسفل الظهر الدواء هو عدم الرد على جسدي أو ماذا افعل؟
في المرضى من كبار السن في كثير من الأحيان معزولة آلام الظهر من دون عرق النسا.
السبب الأكثر شيوعا هو أن نمو العظام التي تشكل قرصة فقرات ويدعم ينتج الاحتكاك مما تسبب الألم.
في كثير من الحالات يمكنك البدء بإجراء جانب إزالة التعصيب. وهو إجراء العيادات الخارجية والتي لا دخل لها، والذي هو تدمير الأعصاب الصغيرة في مفاصل التي تواجه الاحتكاك. يتم ذلك بواسطة إبرة أدخلت مرة أخرى إلى استنساخ يعني الألم للمريض، ثم تطبيق موجات التردد الراديوي لتدمير الاعصاب. والنتيجة هي طول المتغير في الوقت المناسب، قبل أشهر قليلة إلى سنوات قليلة.
ويجب في حالات أخرى يتم مباشرة إلى إعادة تقويم الانصهار القناة القطنية العجزية. هذه الجراحة التي تنطوي على إزالة طحن العظام التهاب المفاصل الذي اصيب الأعصاب (إعادة تقويم)، بالإضافة إلى موقع للفقرات مع نظام مماثل لسقالة (مفصلي). يرصد النظام نستخدمها من المواد سبيكة التيتانيوم مع مرونة جيدة جدا والقدرة على التكيف. الثابتة مرة واحدة، وكثيرا ما وقف الإساءة فقرات.
جراحة العمود الفقري الانصهار هو عملية طويلة (4-5 ساعات) عادة ما يتم إجرائها مع المريض مستلقيا. يمكن لبعض المرضى الذين لا تبقى في هذا الوضع لفترة طويلة (السمنة، وأمراض القلب، أو مشاكل في التنفس، وغيرها)، وبالتالي تعتبر عالية المخاطر المرضى وغالبا ما يتم رفض لعملية جراحية في المراكز الأخرى. الحل في العديد من منهم هو المنفذ لعملية جراحية في موقف الوحشي (نائمة على جنبها). وهذا يتطلب زيادة الخبرة الجراحية وجراحة طويلة الأجل في حوالي 30 دقيقة لكل مستوى من مستويات المشاركة، ولكن بدلا من ذلك يقلل من المضاعفات المحتملة، والسماح للتدخل لبعض المرضى الذين وإلا سيكون محكوما عليه لم تعد تتلقى العلاج المحافظ (الأدوية العلاج الطبيعي).
هذه الجراحة مؤلمة عادة أول 48 ساعة بعد الجراحة. هذا هو السبب في التخدير إدارة العلاجات الخاصة، بالإضافة إلى المسكنات المعتادة. وهما الأكثر شيوعا هي مضخة داخل القراب ومحكمة التحكيم الدائمة.
هو وخز داخل القراب وعي في ظهره قبل الجراحة، والكيس الذي يحيط بالحبل الشوكي، وهو مسكن قوي. تأثيره غير ملحوظ ما بين 6 و 36 ساعة بعد تناوله، مما يسمح للراحة كبيرة في هذين اليومين هي الأسوأ في فترة ما بعد الجراحة.
يمكنك أيضا تقديم إدارة المهدئات بواسطة مضخة محكمة التحكيم الدائمة. هذا هو جهاز كمبيوتر صغير مع زر والمسكنات التي تحتوي على مصل، متصلا الوريد. تمكين تدفع نفسك تعطى المسكنات عدد من المرات. لا يوجد خطر من زيادة الجرعة، ويمكن برمجتها مع الحدود المناسبة للعمر والوزن والجراحة.
بعد تعطى عادة افرازات الانصهار القطنية العجزية إلى 4 - 6 أيام، اعتمادا على عدد من المستويات تشغيلها، وكيفية التدخل وكيف اجتاز جسمك يتعافى من عملية جراحية.وقد يتعرض الشخص للنزيف في معظم الأحيان، مما يتطلب أحيانا نقل الدم.

## المضاعفات
المضاعفلات المحتملة الأخرى، وأقل شيوعا هي تلك المستمدة من موقف (مواجهة) يحتفظ به لساعات، وذلك أساسا في القلب والرئة أو ضغط على العصب. وبطبيعة الحال فإن الجراح وطبيب التخدير تدابير للحد من فرص حدوث مضاعفات وعلاجها في أقرب وقت ممكن في حال حدوثها.

## وصلات إضافية
https://www.treatingpain.com/conditions/post-laminectomy-syndrome